# Songkran
Songkran (Song kran) er den thailandske nytårsfest, som fejres fra 13. til 16. april. Folk som har været i Thailand under Songkran kender det mest som en veritabel vandkrig alle-mod-alle, som festlighederne har udviklet sig til over de senere årtier, men egentlig er det et årtusinde gammelt renselses-ritual.
Songkran blev i 2023 optaget på UNESCOs Verdensarvsliste over menneskehedens immaterielle kulturarv.
Vandfesten begynder nogle steder allerede den 12. april om aftenen, nytårsaften, og over hele landet fejres nytåret den 13. april. Især de nordlige provinser fortsætter festen – og vandkampene – i fire-fem dage, helt frem til den 16. april. Hvis man er gæst i Thailand og ikke bryder sig om vandkamp, bør man blive på sit hotel de dage nytårsfesten varer, da risikoen for at blive oversprøjtet, eller direkte få en spand iskoldt vand i hovedet, er overordentlig stor.
Selv om Thai-nytåret fejres i april, skifter kalenderåret den 1. januar.
Tilsvarende nytårsfester afholdes i Cambodja og Myanmar.

## Historie
Det hele begyndte for mange tusinde år siden, dybt forankret i traditionen hos Tai-folket fra Kina og brahmaner fra Indien. Det kinesiske Tai-folk vandrede sydpå og grundlagde det kongerige, der i dag kendes som Thailand. Området var tidligere hindu, som det for eksempel kendes fra Khmerriget og det enorme tempelkompleks Angkor Wat, der strækker sig fra det østlige Thailand og langt ind i Cambodja, der på et tidspunkt var en del Thai-riget. Den thailandske buddhisme er præget af gamle hindu ritualer.
Hele Songkran-traditionen er bundet op på jorden, landbruget og årstidernes cyklus. Det er også en lejlighed til at give offer og sige tak, da festen falder på den varmeste tid af året, hvor de dyrebare vandressourcer til landbruget ofte er begrænsede. I særdeleshed kræver dyrkning af ris meget vand. Festen opstod som et udtryk for tak for den sidste høst, og begyndelsen på en ny cyklus, hvor solen atter bevæger sig mod en køligere periode. Songkran tidspunktet i april blev oprindeligt astrologisk fastlagt år for år, men senere ændret til faste datoer. Indtil 1888 var Songkran det officielle årsskifte, derefter benyttedes datoen 1. april indtil 1940, hvorefter Thailand gik over til den 1. januar. I gammel tid fejrede man også nytår i april måned i Europa, og da man skiftede til den julianske kalender sidst i 1500-tallet, hvor det ny år begynder den 1. januar, var der stadig nogle der holdt fast i den gamle tradition med at året begynder 1. april. Disse “gammeldags mennesker” blev der gjort nar med, og derved opstod aprilsnar-traditionen.
Den gamle thailandske Songkran-fabel fortæller om en ung dreng, der nærmest var et spritiuelt vidunder. Så stor var hans viden, ydmyghed og årvågenhed, at en af guderne blev misundelig. Guden besluttede sig for at give drengen en lærestreg med en udfordrende gåde – og hvis han ikke kunne løse gåden, måtte han dø. Uanset hvor meget drengen anstrengte sig, kunne han ikke finde nogen løsning, så han besluttede sig for at drage op i bjergene for at få ro til at tænke nærmere over svaret. Mens han sad og mediterede, hørte han to engle hyggesnakke sammen – de var opstemte, thi det så ud til der snart kom frisk mad til englene, en af guderne ville nemlig dræbe en ung dreng. Under deres sladder-samtale kom englene til at afsløre løsningen på gåden.
Drengen kunne nu vende tilbage og fortælle guden det rigtige svar. Og da det var en ærefuld gud, så holdt den sit løfte og huggede sit eget hoved af i stedet for drengens. Det medførte imidlertid et problem, thi skulle hovedet falde ned på Jorden, da ville det ramme den som en meteor, hvilket ville medføre kaos og ødelæggelse, da varmen kunne udtørre klodens have. For at undgå dette ragnarok besluttede en af de gode guder, at dens syv døtre skulle skjule det afhuggede hoved i en himmelsk grotte. Derfor er det således, selv den dag i dag, at i Songkran bærer de syv gudedøtre, én af dem hver af ugens syv dage, det afhuggede hoved i procession gennem gudernes bolig. På syvendedagen bliver hovedet atter skjult i den himmelske grotte, og der ligger det så gemt af vejen i endnu et år.
En anden udlægning af legenden er, at det var en solkonge (gud) tabte væddemål – og hoved – til en dødelig. Hans hoved var imidlertid så giftigt, at hans syv døtre, kaldt Songkran, på skift skulle bære det rundt om Mount Meru (et helligt bjerg i både hinduistisk og buddhistisk mytologi) 365 dage om året. I de tidligste Hindu-Brahman ritualer ved Siams hof, skulle hvert kredsløb markeres med guddommelige velsignelser, hvilket senere blev til en årlig markering den 13-15. april, da man skiftede fra hinduistiske til buddhistiske traditioner.
Ifølge Sujit Wongthes, en thailandsk kulturhistoriker, blev Songkran adopteret af mange mennesker som "rebel", at gøre oprør mod datidens stive sociale normer, der forbød kontakt mellem mænd og kvinder, mellem rige og fattige, og mellem hellige og masserne. Kvinder, som på almindelige dage var forbudt at berøre mænds tøj, kunne plaske vand på mænd, og de kunne endda dyppe munke i floden (en kvinde og buddhistisk munk må stadig ikke berøre hinanden). Selv en lokal konge i Lanna (tdl. kongerige i Nordthailand 1262-1775) måtte flygte fra en folkemængde, der brød ind i det kongelige palads og jagtede ham rundt med vandskåle. Selv om folks løssluppethed med tiden har ændret sig, er dette stadig ånden i Songkran-festen.

## Den oprindelige rituelle Songkran fest
Songkran nytåret blev oprindeligt fejret over syv dage, således som fablen foreskriver det, og sådan er det stadig i mange landdistrikter. På syvendedagen er der tradition for at templerne afholder en skønhedskonkurrence til ære for de syv døtre, som vogter det afhuggede gudehoved. Senere er nytårsfesten blevet reduceret til fire dage.
Den første dag i Songkran-festen, den 13. april, er “renselsesdag” (Wan Sangkhan Lohng), hvor en grundig forårsrengøring af boligen foregår, og i templerne bliver de hellige statuer og figurer luftet og vasket, sidstnævnte årsagen til nutidens vandkampe på denne dag.
Anden dag er “forberedelsesdag” (Wan Nao), hvor kvinderne forbereder mad til ofringer for hvad fremtiden, det nye år, må bringe. Retterne er efter kongelige hof opskrifter, da det menes at intet mindre kan være korrekt ved en sådan højtidelighed. Mændene har også et gøremål den dag, de skal indsamle sand til den følgende dags store fest.
Tredje dag er den første dag i det ny år. Det er “offerdag” (Wan Payawan), hvor alle folk ved daggry begiver sig af sted til det lokale tempel med de lækre retter, kvinderne har tilberedt dagen før. Mange vil også sætte indfangede fugle eller fisk fri. I det hele taget bør man gøre en indsats for at udføre så mange gode gerninger som muligt denne dag, da den danner mønster for resten af året. Sandet, mændene samlede ind, bruges til at bygge sandpagoder. Dette er yderlige en vej til optjene god lykke for det kommende år, da “tempelsandet” efterfølgende bruges som det friske sand, man dagligt strør på husets gulv.
Fjerdedagen den 16. april, er “respektfuldhedsdag” (Wan Paak Bpee), hvor man viser anerkendelse og respekt for de ældre. Forsigtigt hældes lidt velduftende vand, parfumeret med tørrede blomster og spidskommen, ud overe hænderne på familiens ældste, og andre højtstående medlemmer af samfundet. Når velsignelsen er overstået, vil en repræsentant fra de yngre deltagere ofte bede de ældste om tilgivelse for enhver respektløs adfærd eller holdning, de yngre har udført det foregående år. Det er fra denne velsignelse af de ældste med sødt, velduftende vand, som efterhånden udviklede sig til blide stænk af vand på venner og kære med ønsket om et “godt nyt år” (Sawasdee Pee Mai), at nutidens vandkampe opstod.
Traditionen med det parfumerede vand tilskrives at dronning Nang Noppamart eller Si Sudachan Devi brugte duftvand som kosmetik under Sukhothai-æraen, hvor parfumer såsom røgelse, sandeltræolie, duftolie og hudbalsam angiveligt blev bragt til Thailand af brahminer. Det velduftende vand menes at have været brugt ved Songkran-ceremonier siden da.

### Galleri, Den rituelle Songkran fest
- Maha Songkran Festival i Bangkok afholdes fra 11. april, begyndende med en parade (2019).
- Fra parade ved Maha Songkran Festival i Bangkok (2019).
- Songkrans 1.dag i Tak-provinsen (2017).
- Sonkran-dag 13. april i Wat Trisirimongkon, Korat (2015).
- Songkran Offerdag i et tempel
- Symbolske sand-pagoder i tempel (Songkran 2016, Wat Pho Khao Thong, Koh Samui).
- Nærbillede af symbolske sand-pagoder i tempel (2016).
- Songkran Respekt for ældre.

## Den moderne Songkran fest
Perioden fra den 13, til 16. april er officiel nytårsferie, hvor alle offentlige institutioner, banker og flere virksomheder, samt enkelte forretninger, holder lukket. Mange benytter ferien til at rejse hjem og besøge familie, hvorfor trafikken op til og lige efter Songkran er hektisk. Det er den periode i året, hvor der forekommer flest trafikulykker i Thailand.
De fleste steder vil man kunne opleve Buddha-figurer og vandkar opstillet ved templer og shoppingcentre i dagene op til Songkran. Her kan folk med en lille skål rituelt hælde renselses-vand over Buddha.
Det oprindelige ritual med at vise respekt for de ældre udviklede sig til at stænke vand på ryggen af folk, og senere klappe dem blidt på kinderne med først våde hænder, og efterfølgende klappe velduftende pudder på de våde kinder. Dette kom til at foregå den første nytårsdag, renselsesdagen, hvor man afvaskede de hellige figurer i templerne. Børnene begyndte at lege vandkamp, og det eskalerede efterhånden til den veritable vandkrig, festlighederne de senere årti er blevet til.
Det er en tradition at iklæde sig blomstret tøj til Songkran, de seneste 30 år er typiske blomstrede Hawaiiskjorter blevet mode. I nogle områder begynder nytåresfesten med vandkampe allerede den 12. april. Den 13. april er dagen hvor hele landet fejrer et vådt nytår. Næsten enhver pickup bil bliver udstyret med store plastik vandkar på ladet, og folk kører rundt og splasker det med små plastikskåle ud over alle. Andre stiller sig op langs vejsiderne og sprøjter på de forbipasserende, mens der spilles musik, danses og festes. Det siges, at thaier udnytter enhver lejlighed til feste. Typisk laver man en decideret vejblokade og standser al trafik for at ønske et godt nyt år med vand og babypudder. I nogle af de nordlige provinser fortsætter vandkampene helt frem til den 15. eller 16. april.
De senere år er vandpistoler og lignende moderne udstyr også blevet et vigtigt “våben”, og ammunitionen er udviklet til at inkludere iskoldt vand, hvor man kommer store isblokke eller sække med is ned i vandkarrene. Vandslanger er også blevet et supplement – nogle steder deltager endda sprøjtende elefanter, såvel som det lokale brandvæsen i kampene, sidstnævnte dog mest som “forsyningsdepoter for frisk ammunition”. Det er i øvrigt den eneste dag, hvor det er tilladt at forulempe lovens håndhævere, politiet, som må finde sig i at blive oversprøjtet med vand og drysset med babypudder. (Som turist bør man nok være varsom med at deltage i denne spøg.)
Også såkaldt "foam party" (dansk: sæbeskumfest) er blevet en del af festen – også på dansesteder og natklubber, som normalt ikke tillader vandkamp – hvor sæbeskum bliver fremstillet af en sæbeskumgenerator eller "sæbeskumkanon", så dansegulvet og de dansende er indhyllet i skum.
Songkran har tilmed udviklet sig til at blive en egentlig turistattraktion og er højsæson på de fleste turistdestinationer. Nogle steder er traditionen med at bygge pagoder af sand, eller andre imponerende sandfigurer dekoreret med farvestrålende papirstrimler og blomster, også blevet til en seværdighed.
I Thailand fejres hele tre nytårsfester. Først det vestlige, julianske nytår om aftenen den 31. december. Derefter følger det tre dage lange kinesiske nytår, som er efter en månekalender og falder på et tidspunkt fra sidst i januar til sidst i februar. Og endelig det thailandske nytår i april, Songkran.

### Begrænsninger fra 2018
Myndighederne mente dog i 2018 at "vandkrigen" havde udviklet sig i en uheldig retning, og begrænsede derfor festlighederne til alene udvalgte og afgrænsede områder, hvilket især blev tilfældet i hovedstaden Bangkok. Ligeledes opfordrede man folk over hele nationen til at bære traditionelt tøj under Songkran, samt at kvinder skulle undlade "udfordrende" påklædning (små toppe og stramme shorts, og lignende), da det kunne give anledning til seksuelle krænkelser. I en nylig meningsmåling havde halvdelen af pigerne og kvinderne i alderen 10-40 år angivet, at de var blevet seksuelt krænket (berørt på bryster og andre intime steder) under Songkran, og 86 % af deltagerne i undersøgelsen mente at der skulle tages skridt til begrænse dette. Den siddende militærjunta ønskede man skulle tilbage til rødderne med nytårsfesten, hvorfor kraftige vandpistoler var et uønsket element. Pressen skrev om en vandpistolimportør, der kunne risikere op til 10 års fængsel, eller en bøde på 100.000 baht (ca. 20.000 DKK), eller begge dele. Politiet i Bangkok meddelte at udfordrende påklædning ville medføre en bøde på 5.000 baht (ca. 1.000 DKK), at seksuelle krænkelser ville give op til 10 års fængsel eller op til 200,000 baht (ca. 40.000 DKK) i bøde, og at brug af kraftige vandpistoler var forbudt, samt at forhandlere ville få op til seks måneders fængsel eller bøde. I den populære turistgade Khao San Road i Bangkok blev vandkampe tilladt, mens 960 betjente passede på de op til 30.000 deltagere, i de tre dage festen varede. Dog blev der ingen officiel songkran-fest på Khaosan Road i 2019, da området skulle klargøres til kroningen af kong Vajiralongkorn i starten af maj måned. Dette afholdt dog ikke adskillige turister fra alligevel at lege med vand i gaden.

### Restriktioner under Coronaviruspandemien 2020-2022
Songkran nytårsfesten blev aflyst i 2020 på grund af coronaviruspandemien, men tilladt at afholde i 2021, dog ikke vandkampe, brug af babypudder og afholdelse af foam party. Den traditionelle rituelle Songkran-fejring, hvor der hældes lidt vand på Buddhafigurer og ældre menneskers hænder, blev tilladt. Rejseaktivitet var også tilladt. I 2022 var vandkampe ligeledes forbudt, men forbuddet blev tilsyneladende ikke overholdt på ferieøen Phuket.
Fra 2023 blev nytårsfestligheder og vandkampe tilladt genoptaget, blandt andet med deltagelse af premierminister general Prayut Chan-o-cha – udstyret med stor vandpistol og iført en typisk blomstret Songkran-skjorte – i vandkampene på Bangkoks legendariske turistgade Khao San Road.

## Galleri, moderne Songkran
- Lokale ønsker turister Godt Nytår med vand og babypudder (2008).
- Songkran i Laplae, Uttaradit, 12. april 2007.
- Vandkampe i Chian Mai, 13. april 2012.
- Vanfkamp i Huai Yai, Chonburi, 2015. Bemærk at alle er klædt i blomstret tøj.
- Songkran i Ayutthaya, 13. april 2013.
- Motorcyklister bliver hilst med vand og babypudder, Ayutthaya (2013).
- Songkran elefant angriber pickup bil (2013).
- Brandmænd leger også med vand til Songkran (2012).
- Mange thaier kører rundt og sprøjter vand fra biler, mens andre laver vejblokader, for at hilse alle passerende trafikanter med pudder og vandstænk (2008).
- Stort set alle ønskes godt nytår med babypudder og vandstænk (2011).
- Songkran fest i en typisk turist-ferieby, Chaweng Beach, Koh Samui (2012).
- En tuk-tuk er ikke vandtæt, Chiang Mai, 14. april 2017.

## Trafik omkring Songkran
Songkran nytårsfesten er en højtid, det bedst kan sidestilles med dansk jule- og påsketrafik. Cirka 35 millioner, det er omkring halvdelen af befolkningen, rejser for at besøge familie og venner. Det anslås, at omkring halvdelen af hovedstaden Bangkoks cirka 8 millioner indbyggere rejser hjem til deres oprindelige hjemby og familie, for at fejre Songkran.
Perioden mellem den 9. og 16. april, de såkaldte Syv farlige dage (Seven dangerous days), regnes for den farligste periode i den ofte kaotiske thailandske trafik, med mange trafikulykker til følge. I 2015 blev 316 mennesker dræbt, og der var 1.894 tilskadekomne, hvilket var en stigning på knap 15% i forhold til året før.
I 2016 blev der registreret 3.373 ulykker. En tredjedel, 34 %, skyldte alkohol, og yderligere en tredjedel, 33 %, for høj fart, desuden var en knap femtedel, 18,5 %, forårsaget af pludselig overhaling.
I 2017-rapporten faldt antallet af trafikdræbte med knap 12 % til 390 (56 om dagen), trods det samlede antal ulykker steg med 7 % til 3.690, alkohol var skyld i 43 % af alle ulykkerne.
I 2018 steg antallet af trafikdrab med 7 % til 418 (60 om dagen) i de Syv farlige dage fra 11. til 17. april, men dog lavere end seneste årtis højeste antal, som var 442 i 2016. I alt blev der registreret 3.724 ulykker, med 3.897 tilskadekomne, 80 % af ulykkerne involverede motorcykler, 40% var forårsaget af alkohol og 26 % skyldtes for høj fart if. Indenrigsministeriet (en avis angav henholdsvis 25,7 % for alkohol og 27,7% for høj fart). Under Songkran-2018 foretog politiet omfattende spiritus kontrol, da promillekørsel statistisk er den største årsag til ulykker. Næsten en halv million, 490.512 personer, blev anholdt for kørsel med for høj alkoholpromille, heraf 280.631 motorcyklister og 209.881 billister, et fald på 38 % ift. året før. Promillegrænsen er som i Danmark på 0,5 (dog 0,2 for under under 20 år). Til sammenligning blev 10.371 personer anholdt for spirituskørsel i Danmark i hele året 2016, if. Danmarks Statistik. Trods de fleste slap med en bøde og konfiskation af kørekortet, måtte Politiet alligevel beslaglægge 16.288 køretøjer – 11.768 motorcykler og 4.520 biler – hvilket var en 100 % stigning fra 2017.
I 2019 var antallet af trafikulykker 3.338 under de Syv farlige Songkran-dage, med 3.442 tilskadekomne og 386 dræbte, hvilket var lavere end i 2018. 80% af ulykkerne involverede motorcykler, 36,6% skyldes promillekørsel og 28,3% høj fart.